# Ноот
Ноот (кирг. Ноот) — село в Токтогульском районе Джалал-Абадской области Кыргызстана. Входит в состав Аралбаевского айылного аймака.

## География
Село расположено в северо-восточной части области, на правом берегу реки Толук, на расстоянии приблизительно 51 километра (по прямой) к востоку от города Токтогула, административного центра района. Абсолютная высота — 1389 метров над уровнем моря.

## Население
Согласно оценочным данным Национального статистического комитета Кыргызской Республики, численность населения села на начало 2023 года составляла 679 человек.
| год     | 2009 | 2014 | 2015 | 2020 | 2021 | 2023 |
| ------- | ---- | ---- | ---- | ---- | ---- | ---- |
| человек | 956  | 793  | 789  | 836  | 832  | 679  |